# Hermosillo
Hermosillo je město v Mexiku, hlavní a největší město státu Sonora.
Patří k největším městům Mexika, podle sčítání obyvatel z roku 2020 bylo s 936 263 obyvateli osmnácté. Počet obyvatel prudce roste (v roce 2000 zde žilo pouze 609 829 lidí), převážně kvůli industrializaci především v automobilovém průmyslu. Město má subtropické horké aridní podnebí (Bwh), nejvyšší naměřená teplota v letních měsících dosahovala bezmála 50 °C.
Historie města sahá do roku 1700, kdy byly na území jeho dnešních předměstí tři vesnice. Jedna z nich se jmenovala Pitic, v roce 1825 se stala sídlem stejnojmenného departmentu a o tři roky později došlo ke změně názvu na Hermosillo. V letech 1831–1832 bylo Hermosillo hlavním městem státu Sonora, poté se jím stalo Arizpe a od roku 1879 opět Hermosillo. V 80. letech 20. století zde otevřela továrnu americká automobilová společnost Ford Motor Company.

## Partnerská města
- Irvine, Spojené státy americké
- Norwalk, Spojené státy americké
- Phoenix, Spojené státy americké
- Rijád, Saúdská Arábie
- Torreón, Mexiko